# خالد الجابر
د. خالد الجابر  يعمل أستاذ مساعد في الاتصال الدولي، وبرنامج دراسات الخليج في جامعة قطر، وهو أستاذا زائر لجامعة نورث وسترن الأمريكية. د. الجابر كان يشغل سابقاً منصب رئيس التحرير بجريدة البننسولا اليومية الصادرة باللغة الإنجليزية، 
د. الجابر تحصل على الماجستير من الولايات المتحدة الأمريكية من جامعة فلورريدا، ودرجة الدكتوراه من بريطانيا من جامعة ليستر، وهو حاصل أيضا على دبلوم الإدارة الإستراتيجية والقيادة، من جامعة جورج تاون، واشنطن، ودبلوم إدارة المشاريع في المؤسسات الخاصة، من جامعة ستانفورد، كاليفورنيا، ودبلوم العلاقات الخارجية والتعاون الدولي، من جامعة فوردوم، نيويورك في الولايات المتحدة الأمريكية. و عمل سابقا في منصب نائب رئيس التحرير بجريدة الشرق اليومية، وشغل منصب مدير إدارة العلاقات العامة والاتصال، في مؤسسة الحي الثقافي كتارا، ومدير مكتب الرصد الصحفي و الإعلامي في وزارة الخارجية، ورئيس القسم الدبلوماسي في صحيفة الوطن، الدوحة- قطر.
يعتبر الدكتور الجابر باحث في الدراسات الخليجية والعربية والدولية التي تركز في بحوثها على وسائل الاتصال الجماهيري وقياس الرأي العام والعلوم السياسية والعلاقات الدولية. وقد نشرت له العديد من الكتب بالعربية و الإنجليزية، بالإضافة إلى المؤلفات والدراسات في المجلات الأكاديمية والعلمية بما في ذلك موسوعة الصحافة العالمية كما شارك في العديد من المؤتمرات الدولية. كذلك تتركز اهتمامات د. الجابر العلمية في مجموعة واسعة من المجالات كالقانون الدولي والمنظمات الدولية، والشؤون السياسية والأمنية، والاقتصاد السياسي والدبلوماسية العامة، والدراسات التنموية والثقافية والاجتماعية والإنسانية.

## المؤلفات
- كتاب باللغة الإنجليزية، تغريدات عربية، دار الشرق للطباعة، الدوحة - قطر (2015) [3]
- كتاب باللغة الإنجليزية، مستقبل الإعلام في العالم العربي، مؤسسة لمبرت الألمانية، (2014)
- كتاب باللغة العربية والإنجليزية ، الإعلام العربي في عالم مضطرب، مؤسسة البنسولا، (2012)[4]
- كتاب باللغة الإنجليزية، الجمهور ووسائل الإعلام الإخبارية في العالم العربي، مؤسسة بلومزبري البريطانية، (2011)
- كتاب باللغة الإنجليزية، المصداقية ووسائل الإعلام العربية: حالة قناة الجزيرة الفضائية، وزارة الثقافة، الدوحة- قطر، 2004

## وصلات خارجية
- قناة الدكتور خالد على يوتيوب
- لائحة الكاتب في موقع جريدة البننسولا
- صفحة الكاتب في موقع جريدة الشرق القطرية
- مدونة الكاتب
- The Future of News Media in the Arab World
- News Media in the Arab World